# Wilhelm Marshal

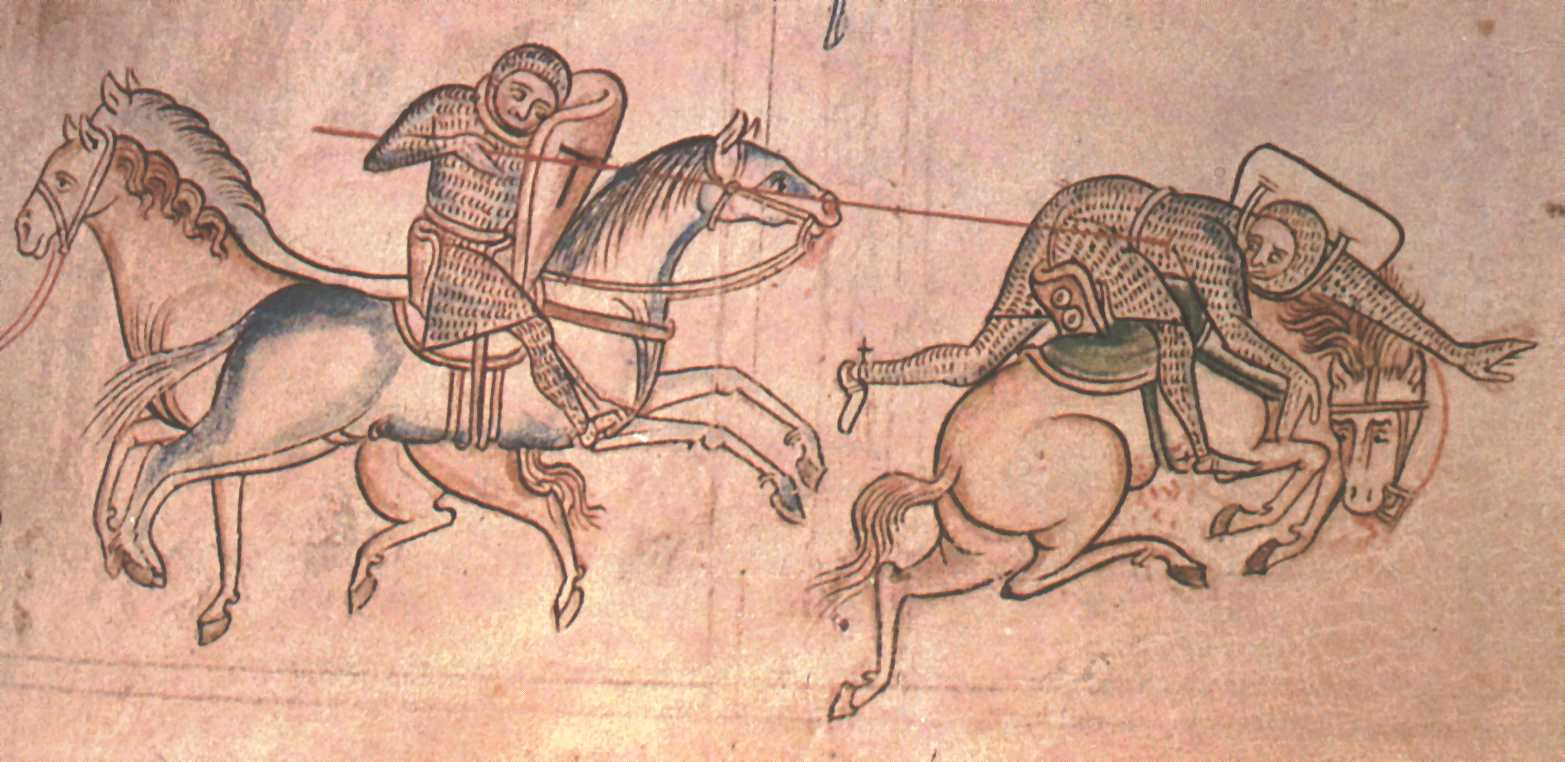
Richard Marshal, syn Wilhelma Marshala, wysadza z siodła przeciwnika, Baldwina de Guînes, w potyczce przed bitwą pod Monmouth 25 listopada 1233 roku.

Wilhelm Marshal, ang. William Marshal, fr. Guillaume le Maréchal (ur. 1144, zm. 1219) – angielski rycerz okresu średniowiecza.

## Życiorys
Jako dziecko został pojmany przez króla Stefana. Król zagroził, że jeśli zamek ojca Williama (Newbury Castle) się nie podda, wyprawi chłopca do domu za pomocą ogromnej katapulty. Ostatecznie ojciec się nie poddał, a Williama nie uśmiercono.
Od 1167 roku był rycerzem. W czasie osłaniania ucieczki Henryka II strącił z konia księcia Ryszarda. W 1182 roku Henryk Młody Król oskarżył swoją żonę Małgorzatę Kapet o romans z Williamem Marshalem. Najprawdopodobniej do żadnego romansu nie doszło, ale Młody Król potrzebował pretekstu do rozwodu z żoną. Małgorzata została wysłana do rodzinnej Francji, a Williama wydalono z dworu. Rycerz chciał dowodzić swojej niewinności poprzez sąd boży, ale nie pozwolono mu na to.
W 1189 roku zmarł król Henryk II, a Ryszard został nowym królem. Williama oskarżono o próbę królobójstwa. „Gdybym chciał cię zabić – zrobiłbym to. Ale nie chcę” – miał odpowiedzieć oskarżony; Ryszard ułaskawił go. William Marshall służył później Ryszardowi i jego następcy Janowi. Od 1216 roku sprawował regencję w związku z małoletnością króla Henryka III. Od 1199 roku nosił tytuł Lorda Marszałka.
Według życiorysu i legend Marshal był tak chętny (w wieku 70 lat, gdy Francja niemal zdobyła kraj), aby walczyć w Lincoln i wbiec przez znalezione (z pomocą biskupa) niepilnowane przejście w murze miasta, że zapomniał hełmu, więc giermek gonił za nim. W tej samej bitwie, w walce konnej zabił szlachcica, zadając cios mieczem w szczelinę hełmu garnczkowego. Natomiast tamten oddał trzy ciosy na jego hełm, a potem padł na ziemię. Wówczas Marshal miał powiedzieć, by tamtego ocucono. Dopiero zdjęcie hełmu pokazało faktyczny zgon wroga.

## Życie prywatne
Ożenił się z Izabelą de Clare, 4. hrabiną Pembroke (1172–1240), i doczekał się z nią dziesięciorga dzieci:
- Wilhelm Marshal, 2. hrabia Pembroke (1190–1231)

∞ Alicja de Bethune
∞ Eleanora Plantagenet, córka króla Jana bez Ziemi
- Ryszard Marshal, 3. hrabia Pembroke (1191–1234)

∞ Gerwazy le Dinant
- Matylda Marshal (1194–1248)

∞ Hugo Bigod, 3. hrabia Norfolk
∞ William de Warenne, 6. hrabia Surrey
∞ Walter de Dunstanville
- Gilbert Marshal, 4. hrabia Pembroke (1197–1241)

∞ Marjorie Szkocka, córka króla Wilhelma I Lwa
- Walter Marshal, 5. hrabia Pembroke (ok. 1199–1245)

∞ Małgorzata de Quincy, wnuczka Hugona de Kevelioc, 3. hrabiego Chester
- Izabela Marshal (1200–1240)

∞ Gilbert de Clare, 5. hrabia Hertford
∞ Ryszard z Kornwalii
- Sybilla Marshal (ok. 1201–1245)

∞ William de Ferrers, 5. hrabia Derby
- Ewa Marshal (1203–1246)

∞ William de Braiose, 10. baron Abergavenny
- Anzelm Marshal, 6. hrabia Pembroke (ok. 1208–1245)

∞ Maud de Bohun, córka Humphreya de Bohun, 2. hrabiego Hereford
- Joanna Marshal (1210–1234)

∞ Warin de Munchensi, pan na Swanscombe